# Uomini e cobra
Uomini e cobra (There Was a Crooked Man...) è un film del 1970 diretto da Joseph L. Mankiewicz.

## Trama
Arizona, 1883. Dopo una sanguinosa rapina, Paris Pitman elimina i suoi complici e nasconde la refurtiva (che ammonta a ben 500.000 dollari) in una fossa piena di serpenti a sonagli, ma viene arrestato – dopo essere stato riconosciuto dal derubato in un bordello – prima che possa recuperare il denaro. 
Pitman viene processato e condannato ai lavori forzati, e, una volta trasferito in un carcere, viene quotidianamente aggredito da altri detenuti che sono a conoscenza delle sue attività e del bottino che non è mai stato ritrovato. Nel carcere, a ogni modo, riesce a guadagnarsi l'amicizia di alcuni compagni di cella e la sua vita nel penitenziario diventa lentamente meno dura. Dopo la morte del direttore, ucciso da un carcerato, il suo sostituto è l'ex sceriffo Woodward W. Lopeman; questi, molto meno severo e più umano del suo predecessore, non fa più lavorare i detenuti e inizia una specie di programma di rieducazione dei carcerati.
Pitman, con false promesse di divisione del bottino con gli amici più fidati, riesce a sobillare una rivolta e a fuggire dal carcere, non prima di avere provocato la morte dei suoi complici. Raggiunto il nascondiglio della refurtiva, spara dentro la tana per allontanare i serpenti e recupera le borse. Tuttavia viene morso al collo da un serpente che si era infilato in una di esse, morendo pochi istanti dopo. Lopeman, che l'aveva inseguito, giunge subito dopo la morte di Pitman. Carica il cadavere di Pitman sul suo cavallo e ritorna alla prigione con il bottino. Giunto davanti al cancello del carcere, sprona il cavallo col cadavere ad entrare nella prigione e si allontana con la refurtiva. Soddisfatto, oltrepassa la frontiera giungendo in Messico.